# Bardu
Bardu é uma comuna da Noruega, com 2 697 km² de área e 3 855 habitantes (censo de 2004).